# Dicranomyia (Dicranomyia) distendens distendens
Dicranomyia (Dicranomyia) distendens distendens is een ondersoort van de tweevleugelige Dicranomyia (Dicranomyia) distendens uit de familie steltmuggen (Limoniidae). De ondersoort komt voor in het Palearctisch en Nearctisch gebied.